# رون براملت
رون براملت (بالإنجليزية: Ron Bramlett)‏ هو منافس ألعاب قوى أمريكي، ولد في 22 أكتوبر 1979.

## وصلات خارجية
- رون براملت على موقع الاتحاد الدولي لألعاب القوى (الإنجليزية)